# Psychotria koroiveibaui
Psychotria koroiveibaui är en måreväxtart som beskrevs av Albert Charles Smith. Psychotria koroiveibaui ingår i släktet Psychotria och familjen måreväxter. Inga underarter finns listade i Catalogue of Life.